# Реюшка

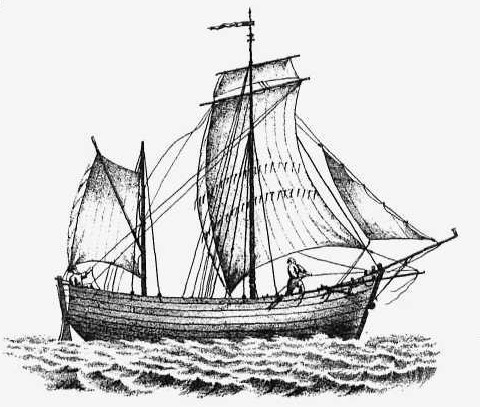
Изображение реюшки из книги чертежей и рисунков, составленных П. А. Богославским к книге о купеческом судостроении в России

Реюшка — палубное рыболовное судно для самостоятельного поискового лова, которое было широко распространено в северной части Каспийского моря.

## Конструкция
Грузоподъёмность реюшки достигала 5 — 6 тонн, длина составляла 8 — 11 метров, ширина — 3 метра, осадка примерно 0,7 метра, команда 3 — 4 человека.
Парусное вооружение достигало по площади 16 — 35 м2, оно состояло из косых парусов и размещалось на двух мачтах. Грот-мачта могла быть съёмной и размещалась недалеко от миделя, фок-мачта смещена в носовую часть, где располагался кубрик. Средняя часть предназначалась для хранения снастей, а в корме был открытый отсек.
Поисковый лов предполагал быстрые переходы из одного места на другое, поэтому реюшки обладали хорошей маневренностью. Как правило, пойманная рыба перегружалась на рыбницу.